# 铁轴草
铁轴草（学名：Teucrium quadrifarium）为唇形科香科科属下的一个种。

## 扩展阅读
- 維基物種上的相關：铁轴草